# Суринам
Суринам (сур. Sranan, нід. Suriname МФА: [ˌsyːriˈnaːmə]), офіційно Республіка Суринам (сур. Ripoliku Sranan, нід. Republiek Suriname) — держава на північно-східному узбережжі Південної Америки, частина регіону Гвіана. На заході межує з Гаяною, на півдні — з Бразилією, на сході — з Французькою Гвіаною, на півночі омивається водами Атлантичного океану. Столиця — місто Парамарибо.

## Історія

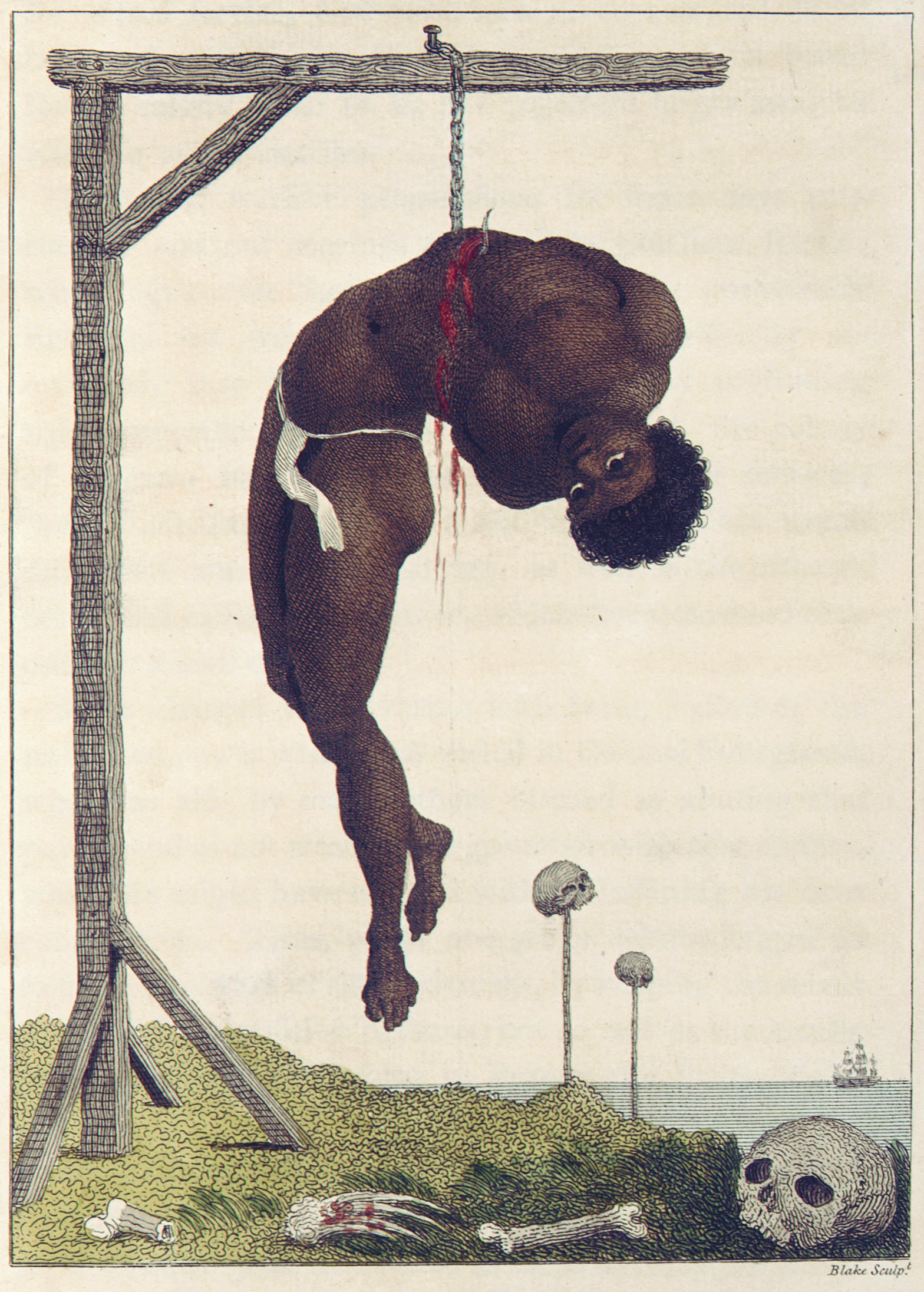
Вільям Блейк. «Негр, повішений живцем за ребра». Ілюстрація Блейка до книги Джона Стедмана - розповідь про п'ятирічну експедицію проти негрів-бунтарів Суринаму (1796)

Корінні мешканці Суринаму мешкали племенами в дрібних поселеннях. У той час основну частину харчів становили коренеплоди, зокрема маніока. Прибережні племена говорили мовами аравакської сім'ї, мешканці внутрішніх областей — карибськими. У 1498 році Христофор Колумб досяг берегів сучасного Суринаму під час третьої експедиції до Нового Світу. Наніс на мапу країну Дієго де Лепе 1500 року. Після довготривалої перерви, у кінці XVI століття, європейці зацікавилися Гвіаною через чутки про казкову країну Ельдорадо. Згодом, незважаючи на марні пошуки золота, було відкрито торговельні факторії вздовж Атлантичного узбережжя.
Перше постійне поселення було засноване на річці Суринам 1551 року нідерландськими купцями. Країна перейшла до Іспанії наприкінці XVI століття, 1630 року була захоплена англійцями, які через певний час за мирним договором у Бреді (1667 рік) передали Суринам Голландії в обмін на Новий Амстердам (тепер — Нью-Йорк).
Перші колоністи включали в себе чимало голландських та італійських євреїв, що втікали від переслідувань з боку інквізиції.
У 1685 на річці Суринам за 55 км на південний схід від сучасного Парамарибо ними було засновано нову колонію Йоденсаванне (Єврейська Саванна). Суринам перебував під управлінням Голландської Вест-Індійської компанії до 1794 і з тих пір залишався колонією Нідерландів (за винятком двох коротких періодів у 1799—1802 і 1804—1814, коли був захоплений Сполученим Королівством).
Економіка спиралася на плантаційне господарство, через те, що до колонії завозилися раби з Африки. Разом із головною культурою, цукровою тростиною, на плантаціях вирощували кавове і шоколадне дерева, індиго, бавовник, зернові культури. Плантаційне господарство розширювалося до 1785, коли на території Суринаму вже існували 590 плантацій, з яких на 452 обробляли цукрову тростину та інші товарні культури, а на інших — культури для внутрішнього споживання. До 1860 через занепад кількість плантацій цукрової тростини зменшилася до 87, а у 1940 їх було всього чотири.
Головними в ієрархії, що склалася в тодішньому суринамському суспільстві, були порівняно малочисельні європейці, переважно колоніальні чиновники, купці та плантатори. У складі європейського населення переважали голландці, але були також німці, французи та англійці. Нижче розташовувався шар вільних креолів, що включав нащадків від шлюбів європейців з невільницями і рабів, які купили чи здобули свободу. Найнижчу і найчисленнішу категорію суспільства складали раби, що поділялися на невільників, завезених із Африки (що було легальним до 1804 року, проте де-факто тривало до 1820 року), а також народжених у Суринамі.
Рабовласницька система в Суринамі відрізнялася особливою жорстокістю. Раби не мали жодних прав, а ідея колоніальних законів полягала в повній ізоляції невільників від решти населення та наданні рабовласникам необмеженої влади над ними. Через це раби за можливості тікали від своїх господарів углиб країни і створювали власні поселення в лісах (за що отримали назву «лісові негри»).
Після скасування рабства в колоніях Англії (1833) та Франції (1848) голландці вирішили наслідувати їхній приклад. Однак через думки, що звільнені раби не матимуть бажання працювати на плантаціях, після скасування було прийнято рішення: звільнені раби повинні відпрацювати на колишніх плантаціях десять років за мінімальну плату. Декрет про скасування рабства було прийнято 1863 року. Багато з рабів після звільнення переселилося до Парамарибо, де праця краще оплачувалася та були перспективи отримання освіти. Переважно вони ставали слугами, робітниками, торговцями та вважалися за представників прошарку вільних креолів, а їхні нащадки іноді ставали вчителями початкових шкіл і дрібними чиновниками. Наприкінці XIX ст. деякі креоли задля збору каучуку та видобутку золота подалися у внутрішні області країни.
Тривалий час на чолі Суринаму перебував призначений метрополією губернатор, при якому функціонували дві ради, що обиралися місцевими виборцями й затверджувалися голландською владою. За реформою 1866 року ради замінив парламент, хоча губернатор залишав за собою право накладати вето на будь-які рішення органу. Початково у виборах брали участь лише ті, хто проходив суворий майновий та освітній ценз, але згодом цей ценз пом'якшувався. Утім, електорат не перевищував 2 % населення до 1949 року, коли було запроваджено загальне виборче право.
1954 року Суринам отримав автономію у складі Королівства Нідерландів. Проте за вибори губернатора та контроль оборони і зовнішньої політики й надалі відповідала метрополія, а електорат обирав парламент і уряд.

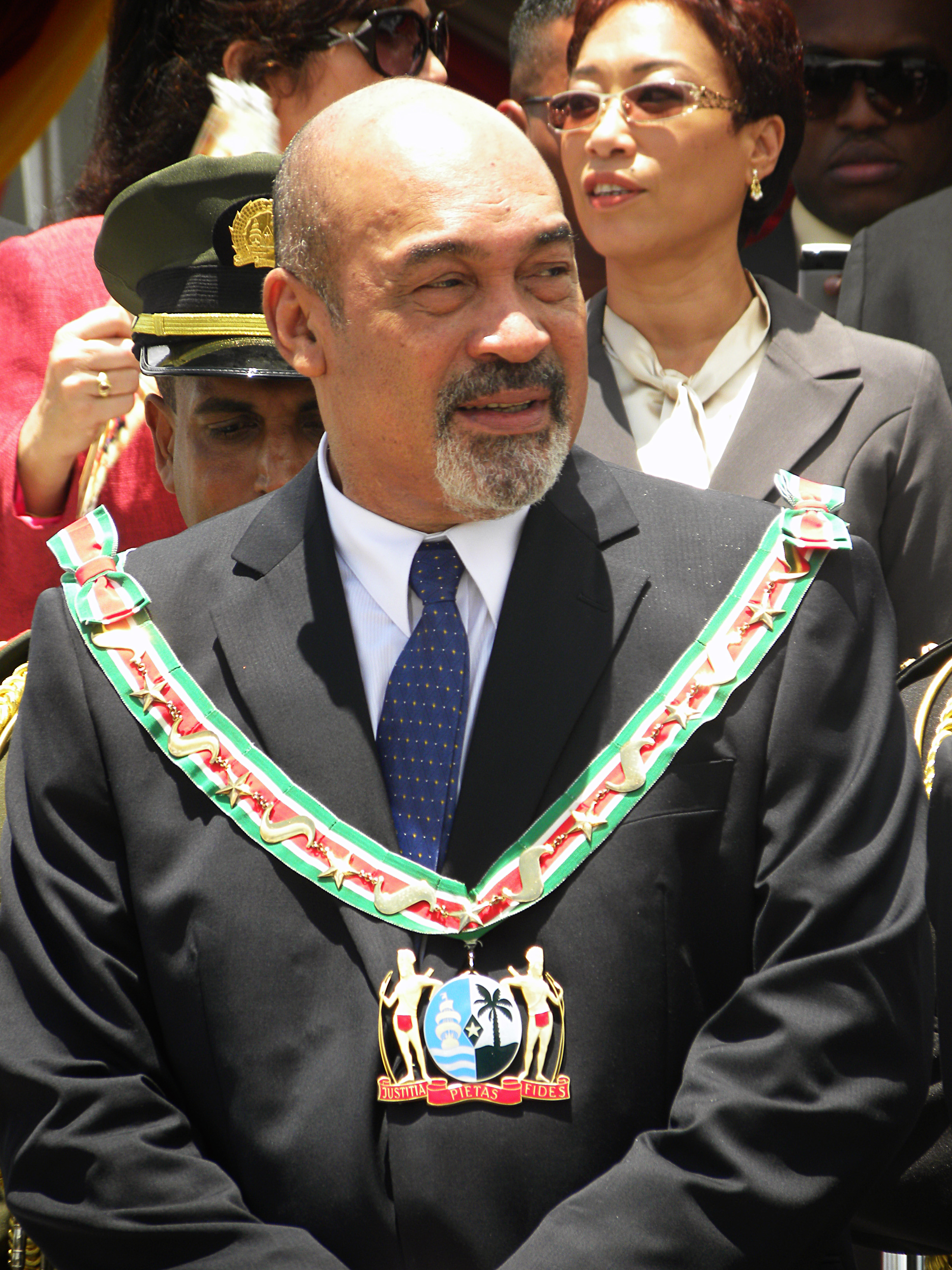
Дезі Баутерсе

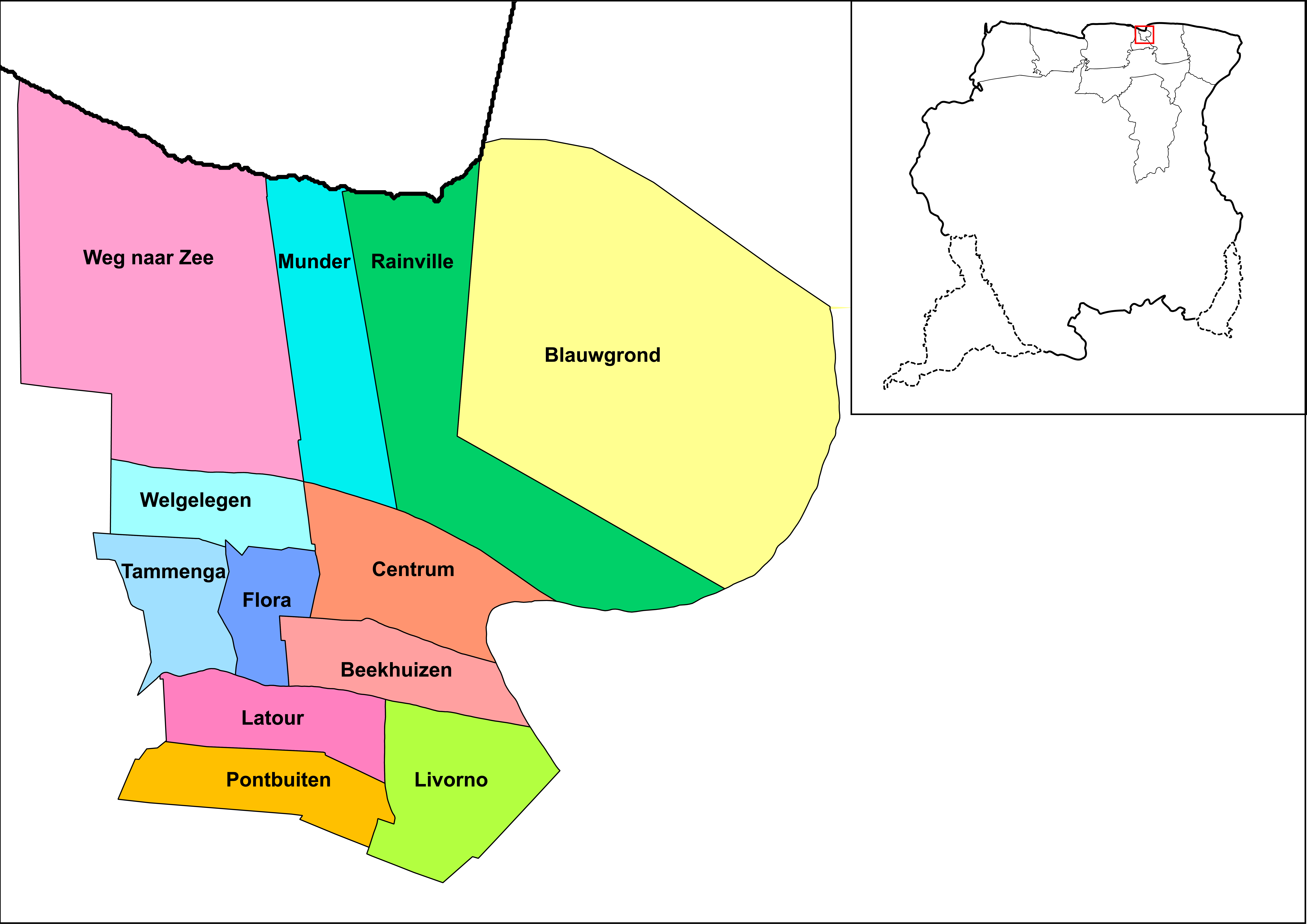
Мапа Суринаму

25 лютого 1980 року в Суринамі було здійснено військовий переворот. Він був організований 34-річним старшим сержантом Дезі Баутерсе (тренером армійської баскетбольної команди) за допомогою ще 15 сержантів. Баутерсе почав правити Суринамом як диктатор, як голова створеної ним Національної військової ради (присвоївши собі військове звання підполковника — найвище в суринамської армії). Він розпустив парламент, скасував конституцію, запровадив у країні надзвичайний стан і створив спеціальний трибунал, який розглядав справи членів колишнього уряду і підприємців.
Баутерсе проголосив «програму морального оздоровлення суринамської нації». Кілька діячів колишнього уряду було страчено. У відповідь на це Нідерланди припинили надавати фінансову допомогу Суринаму. Тим часом Баутерсе став націоналізовувати промисловість Суринаму. Після цього в країні  виникли великі економічні труднощі (виробництво продукції різко знизилося), почалися страйки й акції протесту.
1986 року в Суринамі почалася партизанська війна проти режиму Баутерсе. Її організував Ронні Брюнсвейк, один із 15 сержантів, які брали участь у перевороті під керівництвом Баутерсе. Брюнсвейк після перевороту не був підвищений у званні, тому він, будучи «лісовим негром», звинуватив режим Баутерсе (креола-мулата) в расизмі та створив із «лісових негрів» партизанську армію, що активно діяла на сході Суринаму.
1987 року Баутерсе погодився на відновлення конституції та проведення виборів за умови, що він залишиться главою збройних сил Суринаму.
1990 року Баутерсе знову скинув обраний уряд, проте 1991-го дозволив провести нові вибори і перестав бути правителем Суринаму. Відтоді Суринамом керують коаліційні уряди. Економічна ситуація в Суринамі покращилася завдяки диверсифікації господарства та розробці родовищ нафти.
З 1991 по 1996 рік президентом країни був Рональд Венетіан. З 1996 по 2000 — Жюль Вейденбос, з 2000 року по 2010 рік — знову Рональд Венетіан. 25 травня 2010 року відбулися чергові вибори до парламенту, в результаті яких перемогла керівна Національна демократична партія та її кандидат на пост президента — колишній правитель Дезі Баутерсе.

## Географія та природа

Геологічна карта Сурінаму

Більша частина території країни знаходиться на північному сході Гвіанського плоскогір'я (вис. до 1280 м). На півночі — низовина. Клімат Суринаму субекваторіальний, вологий і жаркий. Річки: Корантейн, Мароні, Суринам, Коппенаме, Гран-Ріо, Маровейне.
На території Суринаму виділяють прибережну Гвіанську низовину, пояс саван і пояс тропічних лісів Гвіанського плоскогір'я. Гвіанська низовина шириною від 25 км на сході до 80 км на заході складена алювіальними і морськими пісками і глинами. Поверхня плоска заболочена, місцями перетнута береговими валами й розчленована річками.

### Адміністративний поділ

Округи Суринаму

Суринам ділиться на 10 округів.
| №  | Округ      | Адміністративний центр | Площа, км² | Населення, (2004) чол. | Щільність, чол./км² |
| -- | ---------- | ---------------------- | ---------- | ---------------------- | ------------------- |
| 1  | Ніккері    | Ньїв-Ніккері           | 5353       | 36 639                 | 6,84                |
| 2  | Короні     | Тотнес                 | 3902       | 2887                   | 0,74                |
| 3  | Сарамакка  | Гронінген              | 3636       | 15 980                 | 4,39                |
| 4  | Ваніка     | Лелідорп               | 442        | 85 986                 | 194,54              |
| 5  | Парамарибо | Парамарибо             | 183        | 242 946                | 1327,57             |
| 6  | Коммевейне | Ньїв-Амстердам         | 2353       | 24 649                 | 10,48               |
| 7  | Маровейне  | Албіна                 | 4627       | 16 642                 | 3,60                |
| 8  | Пара       | Онвервахт              | 5393       | 18749                  | 3,48                |
| 9  | Сипалівіні | відсутня               | 130 567    | 34136                  | 0,26                |
| 10 | Брокопондо | Брокопондо             | 7364       | 14 215                 | 1,93                |
|    | Всього     |                        | 163 820    | 492 829                | 3,01                |

## Населення
- Чисельність населення — 566 846 (у липні 2013 року).
- Річний приріст — 1,15 %;
- Народжуваність — 17,1 на 1000 (фертильність — 2,04 народжень на жінку);
- Смертність — 6,15 на 1000;
- Середня тривалість життя — 69 років у чоловіків, 74 роки у жінок.
- Зараженість вірусом імунодефіциту (ВІЛ) — 1 % (у 2009 році).
- Міське населення — 69 % (2010).

### Етно-расовий склад (2012)
- Індійці — 27,4 %,
- Креоли (в основному мулати) — 15,7 %,
- Яванці — 13,7 %,
- Маруни («лісові негри») — 21,7 %,
- Змішані — 13,4 %,
- Інші — 7,6 %,
- Невідомі — 0,6 %.

### Мови
- Нідерландська (офіційна),
- Сранан-тонго (найпоширеніша мова міжнаціонального спілкування, на основі англійської із запозиченнями з багатьох мов — так званий «бастард-інгліш»),
- Хінді,
- Яванська,
- Китайська.

Грамотність — 92 % у чоловіків, 87,4 % у жінок.

### Релігії
- Індуїсти — 27,4 %
- Протестанти — 25,2 %
- Католики — 22,8 %
- Мусульмани — 19,6 %
- Інші — 5 %

## Економіка
Загальна характеристика господарства: Суринам — аграрно-промислова країна. ВВП (1992) — $ 1,7 млрд, темп зростання ВВП — (–3,2 % у 1992 р і +3,9 % у 2000 р). ВВП на душу населення (1992) — $ 3700. Основні галузі промисловості: гірнича, алюмінієва, харчова, рибна. Партнери по імпорту та експорту: США, Норвегія, Нідерланди, Тринідад і Тобаго, Японія, Бразилія та ін. Експортує алюміній, боксити, глинозем, рис, лісоматеріали, банани, креветки. Імпортує продукцію машинобудування, нафту, сталь і прокат, сільськогосподарські продукти і споживчі товари. 50 % імпорту надходить зі США, а інша частина — з Бразилії, країн ЄС і Карибського співтовариства.

## Політичний устрій
Суринам за формою правління є республікою. Глава держави і уряду — президент, що обирається парламентом на 5-річний термін (кількість термінів президентства необмежена). З серпня 2010 року — Дезі Баутерсе.
Парламент — однопалатні Державні збори, 51 депутат, обирається населенням на 5-річний термін.
За результатами виборів у травні 2010 року:
- Мега-комбінація (у тому числі Національно-демократична партія) — 23 депутати;
- Новий фронт за демократію і розвиток — 14 депутатів;
- А-комбінація — 7 депутатів;
- Народний альянс за прогрес — 6 депутатів;
- Партія за демократію і розвиток через єдність — 1 депутат.

## Міжнародні відносини
Суринам має зв'язки з багатьма країнами світу. Велику роль відіграють стосунки з колишньою метрополією — Нідерландами.

## Спорт
Суринам відомий багатьма футболістами, які здобули світове визнання, виступаючи за національну збірну Нідерландів — Рууд Гулліт, Франк Райкард, Кларенс Зеєдорф, Міхаел Рейзігер та інші.